# John J. Pipoly
John James Pipoly III (1955 ) es un botánico estadounidense.
Es investigador en el "Jardín Tropical Fairchild", de Miami, Florida; y es especialista en Myrsinaceae, Clusiaceae, y en flora neotropical.
Participa del "Programa de Biodiversidad de Guyana" (BDG) del Museo Nacional de Historia Natrural del Instituto Smithsoniano. Fue el primer residente recolector en participar, habiendo reunido casi 5.000 especímenes. En internet está el repositorio del Smithsonian Plant Collections, Guyana:
1986-1987, John J. Pipoly III MNH.SI.EDU colecciones de Pipoly Archivado el 6 de septiembre de 2008 en Wayback Machine.

## Algunas publicaciones
- john james Pipoly. 2006. Demography of coastal dune vines (Jacquemontia reclinata, Okenia hypogaeo, and Cyperus pedunculatus from South Florida: final report. Editor Florida Fish and Wildlife Conservation Commission, 27 pp.

- ---------------------------. 1987. A systematic revision of the genus Cybianthus, subgenus Grammadenia (Myrsinaceae). Volumen 43 de Memoirs Series. Edición ilustrada de New York Botanical Garden, 76 pp. ISBN 0893273147

- ---------------------------. 1980. Flora of Nicaragua: Primulales. Myrsinaceae, Parte 2. 108 pp.

## Honores

### Epónimos
- (Araceae) Philodendron pipolyi Croat[1]

- (Asteraceae) Gongrostylus pipolyi H.Rob.[2]

- (Dilleniaceae) Doliocarpus pipolyi Aymard[3]

- (Ericaceae) Vaccinium pipolyi Luteyn[4]

- (Myrsinaceae) Myrsine pipolyi Panfet[5]

- (Oleaceae) Jasminum pipolyi W.N.Takeuchi[6]